# In questo mondo di ladri (film)
In questo mondo di ladri è un film italiano del 2004 diretto da Carlo Vanzina.

## Trama
Fabio, impiegato di banca, Monica, amante di Roberto, uomo sposato, Nicola, proprietario di un cinema fallito, Walter, ristoratore indebitato, e Lionello, chirurgo plastico in crisi professionale a causa di un intervento malriuscito, sono cinque onesti cittadini che hanno investito una grossa somma di denaro per l'acquisto del residence Miramonti, situato a Cortina d'Ampezzo. Arrivati sul luogo, si accorgono che quel residence non esiste; così, dopo aver denunciato la truffa, si riuniscono nel ristorante di Walter per approfondire la loro conoscenza.
Tornato al lavoro, Fabio scopre che l'investimento di 150.000 euro per un fondo di diamanti sudafricano, che aveva anche consigliato a molti clienti della sua banca, è fallito; assalito dalle lamentele dei clienti e insultato dalla moglie Emma di fronte al figlio Giacomino, Fabio comincia a prendere in considerazione l'idea di reagire, truffando a sua volta la banca, presa a simbolo di un sistema in cui trionfa la disonestà. Con una scusa si reca dal vicino di casa Gastone, un esperto truffatore agli arresti domiciliari, che lo convince a mettere in atto una truffa, sfruttando proprio la sua posizione di onestà e al di sopra di ogni sospetto. Riferisce della sua idea anche ai compagni, i quali dopo un'iniziale riluttanza decidono di aiutarlo.
La prima fase del piano consiste in una truffa assicurativa con cui guadagnare i fondi necessari a mettere in atto il resto del progetto: il prescelto è Lionello, che dovrà simulare un trauma cranico, ma disgraziatamente, durante la simulazione, viene realmente investito da un furgoncino e ricoverato in ospedale. Quando poi i suoi complici lo vanno a trovare, finge di non riconoscerli e si accontenta del malloppo assicurativo. Lionello esce quindi dalla truffa e al suo posto entra nel gruppo Leonardo, ex-colonnello dell'esercito e suocero di Nicola, mentre lo stesso Gastone si offre per finanziare il colpo in cambio del 10% del bottino. Trovati i fondi, scatta la fase principale del piano. Monica quindi finge di essere la compagna del ricco petroliere russo Igor Rabinovič, proprietario anche della squadra di calcio Dinamo Kiev e interessato a comprare Shevchenko dal Milan per 50 milioni di euro.  
Monica, sotto falsa identità di Maria Rossi, apre un conto corrente nella banca in cui lavora Fabio e organizza un incontro fra il direttore della filiale e Rabinovič, che altri non è che Nicola, con Walter che recita la parte di Vladimir, sua guardia del corpo. L'incontro, che avviene nella suite presidenziale di un lussuoso hotel, resa disponibile con la complicità di una cameriera, ha lo scopo di informare il direttore che su quel conto verrà eseguito un versamento di 50 milioni di euro provenienti da una banca estera. Svolta questa parte del piano, Leonardo viene mandato alle isole Cayman, dove apre un conto su cui versa 5.000 euro da trasferire sul conto di Maria Rossi; durante il trasferimento Fabio riesce a modificare l'importo da 5.000 euro a 50 milioni. Il giorno dopo, anche se il bonifico non è ancora andato a buon fine, Nicola e Monica riescono a farsi dare un anticipo di 2.500.000 euro (cifra che Rabinovic deve dare al procuratore di Shevchenko) dal direttore della filiale, con il consenso del presidente della banca, ma, appena ricevuti i soldi, vengono arrestati dalla polizia assieme ai complici.
Messi nell'ufficio passaporti e rilasciati tre ore dopo dal responsabile di quell'ufficio, comprendono di essere stati raggirati con un falso arresto. Tornato a casa, Fabio scopre che ad averli truffati è stato proprio Gastone ed organizza la controtruffa: approfittando del fatto che questi non conosce i complici di Fabio, i cinque soci partono per le isole Cayman e, dopo averne corrotto il proprietario, spacciano il suo Internet Café per una banca. Ma Gastone, dopo aver depositato i soldi che nel frattempo vanno in mano a Fabio e ai compagni, dimentica sul posto i propri occhiali da sole e scopre l'inganno: una volta rintracciati, propone loro una nuova truffa.

## Colonna sonora
Le musiche originali e la colonna sonora del film sono curate da Enrico Cremonesi, musicista e arrangiatore italiano. L'anno precedente, nel 2003, ha collaborato con Antonello Venditti suonando in due suoi pezzi, Ruba e Il sosia, nell'album Che fantastica storia è la vita.
La canzone non originale che accompagna molte scene fondamentali del film è In questo mondo di ladri di Antonello Venditti, successo dell'omonimo album del 1988.